# Bernard Herrmann
Bernard Herrmann (n. 29 iunie 1911, New York City, New York, SUA – d. 24 decembrie 1975, Los Angeles, California, SUA) a fost un compozitor american cunoscut pentru coloanele sale sonore.
Câștigător al premiului Oscar (pentru The Devil and Daniel Webster în 1941), Herrmann este cunoscut mai ales pentru colaborările sale cu regizorul Alfred Hitchcock, în special Psycho, North by Northwest, The Man Who Knew Too Much și Vertigo. A compus de asemenea coloane sonore importante pentru alte filme, inclusiv Citizen Kane, The Ghost and Mrs. Muir, Cape Fear și Taxi Driver. A lucrat și în drama radio (în special pentru Orson Wells), a compus muzica pentru câteva filme fantastice ale lui Ray Harryhausen și multe programe TV, inclusiv The Twilight Zone și Have Gun-Will Travel.

## Începutul vieții și al carierei
Herrmann, născut într-o familie de evrei de clasă mijlocie de origine rusă, s-a născut în New York. A făcut școala primară și liceul în Manhattan. Tatăl său a încurajat activitatea muzicală, ducându-l la operă și incurajându-l să învețe vioara. După ce a câștigat 100 de dolari la un concurs de compoziție la vârsta de 13 ani, a decis să se concentreze pe muzică si a mers la Universitatea din New York unde a studiat cu Percy Grainger și Philip James. A studiat și la Juilliard School și, la vârsta de 20 de ani, și-a format propria orchestră, The New Chamber Orchestra of New York.
În 1934 s-a alăturat echipei Columbia Broadcasting System (CBS) ca și dirijor. În nouă ani va ajunge dirijorul șef al CBS Symphony Orchestra. A fost responsabil pentru introducerea lucrărilor noi audienței americane mai mult decât oricare alt dirijor - în special a muzicii lui Charles Ives, care era practic necunoscut la vremea respectivă.  Programele radio ale lui Herrmann de muzică concertistică, care erau transmise sub nume ca Invitation to Music sau Exploring Music, au fost planificate într-un mod neconvențional și conțineau muzică foarte rar auzită, nouă sau veche, care nu era auzită în sălile de concert publice.
În 1934 Herrmann a cunoscut o tânără secretară la CBS și o scriitoare aspirantă, Lucille Fletcher. Fletcher a fost impresionată de munca lui Herrmann iar cei doi au început o relație de cinci ani. Planurile de căsătorie au fost amânate din cauza obiecțiilor părinților lui Fletcher, care erau deranjați de faptul că Herrmann era evreu și de personalitatea sa aspră. Cei doi s-au căsătorit în cele din urmă pe 2 octombrie 1939. Fletcher a devenit o importantă scenaristă de radio iar ea și Herrmann au colaborat frecvent pe parcursul carierei lor. Cuplul a divorțat în 1948. În anul urmator el s-a căsătorit cu verișoara lui Lucille, Lucy (Kathy Lucille) Anderson. Căsătoria a durat 18 ani, până în 1964.
Când era la CBS, Herrmann l-a cunoscut pe Orson Wells, și a compus sau a făcut aranjamente instrumentale pentru spectacolele Mercury Theater, care erau adaptări literare. Când Welles s-a mutat in film, Herrmann l-a urmat, compunând muzica pentru Citizen Kane (1941) și The Magnificent Ambersons (1942), deși muzica pentru ultimul, ca și filmul în sine, a fost puternic editată de studio. Între aceste două filme, a compus muzica pentru filmul lui William Dieterle, The Devil and Daniel Webster (1941), pentru care a câștigat singurul său Oscar. În 1947 Herrmann a compus muzică atmosferică pentru The Ghost and Mrs. Muir.

## Coloane sonore de film
| An   | Titlu                                                             | Regizor              | Note                                                       |
| ---- | ----------------------------------------------------------------- | -------------------- | ---------------------------------------------------------- |
| 1941 | Citizen Kane                                                      | Orson Welles         | Oscar nominee                                              |
| 1941 | The Devil and Daniel Webster also known as All That Money Can Buy | William Dieterle     | Oscar winner                                               |
| 1942 | The Magnificent Ambersons                                         | Orson Welles         | Uncredited (at own request)                                |
| 1943 | Jane Eyre                                                         | Robert Stevenson     |                                                            |
| 1945 | Hangover Square                                                   | John Brahm           |                                                            |
| 1946 | Anna and the King of Siam                                         | John Cromwell        | Oscar nominee                                              |
| 1947 | The Ghost and Mrs. Muir                                           | Joseph L. Mankiewicz |                                                            |
| 1948 | Portrait of Jennie                                                | William Dieterle     | Theme                                                      |
| 1951 | The Day the Earth Stood Still                                     | Robert Wise          | Golden Globe nominee                                       |
| 1951 | On Dangerous Ground                                               | Nicholas Ray         |                                                            |
| 1952 | 5 Fingers                                                         | Joseph L. Mankiewicz |                                                            |
| 1952 | The Snows of Kilimanjaro                                          | Henry King           |                                                            |
| 1953 | White Witch Doctor                                                | Henry Hathaway       |                                                            |
| 1953 | Beneath the 12-Mile Reef                                          | Robert Webb          |                                                            |
| 1953 | King of the Khyber Rifles                                         | Henry King           |                                                            |
| 1954 | Garden of Evil                                                    | Henry Hathaway       |                                                            |
| 1954 | The Egyptian                                                      | Michael Curtiz       | Co-composer: Alfred Newman                                 |
| 1954 | Prince of Players                                                 | Philip Dunne         |                                                            |
| 1955 | The Trouble with Harry                                            | Alfred Hitchcock     |                                                            |
| 1955 | The Kentuckian                                                    | Burt Lancaster       |                                                            |
| 1956 | The Man Who Knew Too Much                                         | Alfred Hitchcock     | (cameo - Conductor / Himself), Uncredited                  |
| 1956 | The Man in the Gray Flannel Suit                                  | Nunnally Johnson     |                                                            |
| 1956 | The Wrong Man                                                     | Alfred Hitchcock     |                                                            |
| 1956 | Williamsburg: the Story of a Patriot                              | George Seaton        | Short subject                                              |
| 1957 | A Hatful of Rain                                                  | Fred Zinnemann       |                                                            |
| 1958 | Vertigo                                                           | Alfred Hitchcock     |                                                            |
| 1958 | The Naked and the Dead                                            | Raoul Walsh          |                                                            |
| 1958 | The 7th Voyage of Sinbad                                          | Nathan H. Juran      |                                                            |
| 1959 | North by Northwest                                                | Alfred Hitchcock     |                                                            |
| 1959 | Blue Denim                                                        | Philip Dunne         |                                                            |
| 1959 | Journey to the Center of the Earth                                | Henry Levin          |                                                            |
| 1960 | Psycho                                                            | Alfred Hitchcock     |                                                            |
| 1960 | The Three Worlds of Gulliver                                      | Jack Sher            |                                                            |
| 1961 | Mysterious Island                                                 | Cy Endfield          |                                                            |
| 1962 | Tender Is the Night                                               | Henry King           |                                                            |
| 1962 | Cape Fear                                                         | J. Lee Thompson      |                                                            |
| 1963 | Jason and the Argonauts                                           | Don Chaffey          |                                                            |
| 1963 | The Birds                                                         | Alfred Hitchcock     | sound consultant                                           |
| 1964 | Marnie                                                            | Alfred Hitchcock     |                                                            |
| 1965 | Joy in the Morning                                                | Alex Segal           |                                                            |
| 1966 | Torn Curtain                                                      | Alfred Hitchcock     | unused score                                               |
| 1966 | Fahrenheit 451                                                    | François Truffaut    |                                                            |
| 1968 | The Bride Wore Black                                              | François Truffaut    |                                                            |
| 1968 | Twisted Nerve                                                     | Roy Boulting         | main theme featured in Kill Bill, Vol. 1 (2003)            |
| 1969 | Battle of Neretva                                                 | Veljko Bulajić       |                                                            |
| 1971 | The Night Digger                                                  | Alastair Reid        |                                                            |
| 1971 | Endless Night                                                     | Sidney Gilliatt      |                                                            |
| 1973 | Sisters                                                           | Brian De Palma       |                                                            |
| 1974 | It's Alive                                                        | Larry Cohen          |                                                            |
| 1976 | Obsession                                                         | Brian De Palma       | Oscar nominee; Posthumous release                          |
| 1976 | Taxi Driver                                                       | Martin Scorsese      | Oscar and Grammy nominee; BAFTA winner; Posthumous release |